# Байдеряковский (памятник природы)
Байдеря́ковский — комплексный памятник природы регионального значения, расположенный в бассейне реки Большая Була (Була) в Яльчикском районе Чувашии южнее села Байдеряково.
Культурно-исторический комплекс, в который входят мощный родник, плодовый сад, старые насаждения ореха маньчжурского, система прудов, создающие неповторимый живописный ландшафт.

## Географическое положение
Расположен на Чувашском плато Приволжской возвышенности, на юго-восточной окраине села Байдеряково (по другим данным — в 1 км южнее с. Байдеряково), в 3 км юго-восточнее села Яльчики.
Размеры охранной зоны — 30 га. С запада, севера и востока границы охранной зон охватывают плодовый сад и пруды, с юга проходят по р. Большая Була.

## История
Родник имеет железобетонный колпак, который был построен жителями трех селений (с. Байдеряково, д. Апанасово Темяши, д. Новое Булаево) в 1911—1912 годы. По словам старожилов работой руководил мастер немец, присланный из Казани. Механизмов тогда никаких не было, все делалось вручную. Все земельные работы по сооружению фундамента, водоотводного канала и озера производились вручную.

Известно, что в 1911 году в Поволжье случился засушливый год, свирепствовал голод. Причем он проявился не весной следующего после неурожая года, а сразу же, осенью. Тогда торговцы зерном поспешили продать его в Европу, где тоже был неурожай. В исторической литературе указывается, что царское правительство изыскивало возможности помочь крестьянам. Одна из мер: занять их хоть какой-нибудь работой, чтобы те смогли заработать себе на пропитание. Вот и в Казанской губернии были организованы общественные работы, после которых работающим давали продовольствие. <…> Были организованы общественные работы для крестьян — строительные, лесные, обводнительные, дорожные. Не исключено, что по этой причине в село Байдеряково из Казанской губернии прислали прораба — немца по национальности. Под его руководством было решено обустроить место родника. В старенькой брошюрке описано, как байдеряковцы и жители соседних деревень работали не жалея сил.— Полный ковш у родника

## Характеристики
Рельеф местности сглаженный, неглубоко расчленённый. Климат умеренно континентальный. В районе преобладают чернозёмы — 70 %, серые лесные — 20 %, почвообразующие породы — мергели и глины Татарского яруса.
Родник образует систему прудов, сток из которых питает реку Большая Була.
Родник находится в специальном сооружении. Выход ключа — донный, напорный.

### Характеристики воды
Дебит воды составляет по разным данным 15 л/с, 35 л/с (в час до 126 куб.м.; 2008 г.) или 38 л/с. Вода прозрачная, без вкуса и запаха, очень холодная.

## Биологическое разнообразие
Растительность на территории памятника природы — древесно-кустарниковая, водно-болотная. Также имеется плодовый сад (12 Га).

## Обустройство, состояние и охрана территории
Является особо охраняемым памятником природы республиканского значения с 1981 года.
Водой из этого родника пользуются жители трех селений: с. Байдеряково, д. Апанасово Темяши, д. Новое Булаево, а сам источник давно стал любимым местом отдыха сельчан.

### Туризм
Культурно-исторический комплекс «Байдеряковский родник» включен в туристский паспорт Яльчикского района.

## Интересные факты
- В 2013 году родник «Байдеряковский» был в перечне объектов[8], претендовавших на включение в число семи лучших культурных и природных достопримечательностей Чувашии[9].
- Яльчикский хлебозавод производит на базе родника газированную воду «Байдеряковский родник»[1].
- На фасаде сооружения вокруг родника — неизвестный знак-барельеф, который исследователи трактуют как масонский[4] или как знак христианской религии «Всевидящее око»[10].

## Легенды
- По словам старожилов, в родник была опущена серебряная плита, что вызывает уничтожение бактерий. При длительном хранении эта вода не портится и поэтому её называют «святой водой»[10].